# Ludum Dare

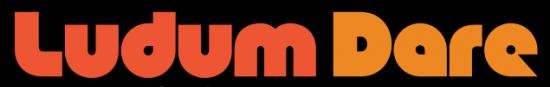
Logo von Ludum Dare

Ludum Dare (Latein für „ein Spiel geben“; kurz LD oder LDJAM) ist ein halbjährlich online stattfindender Game Jam, der 2002 vom US-amerikanischen Spieleentwickler Geoff Howland ins Leben gerufen wurde und von Mike Kasparzak veranstaltet wird. Teilnehmer des Wettbewerbs haben 48 oder 72 Stunden Zeit ein möglichst ausgereiftes Computerspiel zu einem vorgegebenen Motto von Grund auf zu entwickeln. Anschließend wird ein Gewinner gekürt. Zu den bekannten Spielen, die im Rahmen eines Ludum Dare ihren Ursprung nahmen, gehören Mini Metro, Hollow Knight, Papers, Please, Broforce, Evoland und Pony Island, Superhot, The Lion’s Song.

## Geschichte
Der erste Ludum Dare wurde im April 2002 von Geoff Howland veranstaltet, der durch den Indie Game Jam inspiriert seine Freunde aus dem Internetforum gamedev.net einlud und herausforderte, innerhalb von 24 Stunden ein Computerspiel von Anfang an zu entwickeln. Gewinner der ersten Veranstaltung war Mike „Hamumu“ Hommel mit dem Spiel Scarecrow: Heart of Straw. Von da an fand vierteljährlich ein Ludum Dare mit regelmäßigen Regelanpassungen statt. Größeren Zulauf erhielt die Veranstaltung durch regelmäßige Teilnahmen des Minecraft-Schöpfers Markus Persson, der seine Arbeit währenddessen, wie viele andere Teilnehmer auch, online für Publikum als Live-Stream übertrug sowie 2020 durch die Einschränkungen der COVID-19-Pandemie.